# Биберн
Биберн (њем. Biebern) општина је у њемачкој савезној држави Рајна-Палатинат. Једно је од 134 општинска средишта округа Рајн-Хунсрик. Према процјени из 2010. у општини је живјело 314 становника. Посједује регионалну шифру (AGS) 7140015.

## Географски и демографски подаци
Биберн се налази у савезној држави Рајна-Палатинат у округу Рајн-Хунсрик. Општина се налази на надморској висини од 400 метара. Површина општине износи 4,1 km².

## Становништво
У самом мјесту је, према процјени из 2010. године, живјело 314 становника. Просјечна густина становништва износи 77 становника/km².